# Raynham (Észak-Karolina)
Raynham város az USA Észak-Karolina államában, Robeson megyében. Lakosainak száma 60 fő (2020. április 1.).

## Népesség
A település népességének változása:
| Lakosok száma | 83   | 72   | 60   |
|               | 1980 | 2010 | 2020 |